# Karl von Piloty
Karl von Piloty, narozen jako Karl Theodor Piloty (1. října 1826 Mnichov – 21. července 1886 Ambach u Starnberského jezera), byl německý malíř, přední představitel německé realistické historické malby.
Jeho otec, Ferdinand Piloty, byl úspěšný litograf. Roku 1840 Karl von Piloty začal studovat mnichovskou Akademii, kde k jeho učitelům patřili Karl Schorn a Julius Schnorr von Karolsfeld. Ovlivnila ho také mnichovská výstava historických maleb, jejichž autory byli belgičtí malíři Edouard de Bièfve a Louis Gallait (1841). Po studiu cestoval do Belgie, Francie a Anglie, maloval žánrové malby a po návratu zaznamenal úspěch obrazem Kojná (Die Amme, 1853).
Brzy přešel k historickým malbám. Obraz Astrolog Seni nad mrtvým tělem Valdštejnovým (Der Astrologe Seni an der Leiche Wallensteins, 1855) mu získal profesuru na mnichovské Akademii (1856). Rektorem této instituce se stal roku 1874 a byl poté povýšen do šlechtického stavu. Byl úspěšný i jako učitel, k jeho žákům patřili například Hans Makart, Franz von Lenbach, Franz Defregger, Gabriel von Max, Georgios Jakobides a Eduard von Grützner.

## Externí odkazy

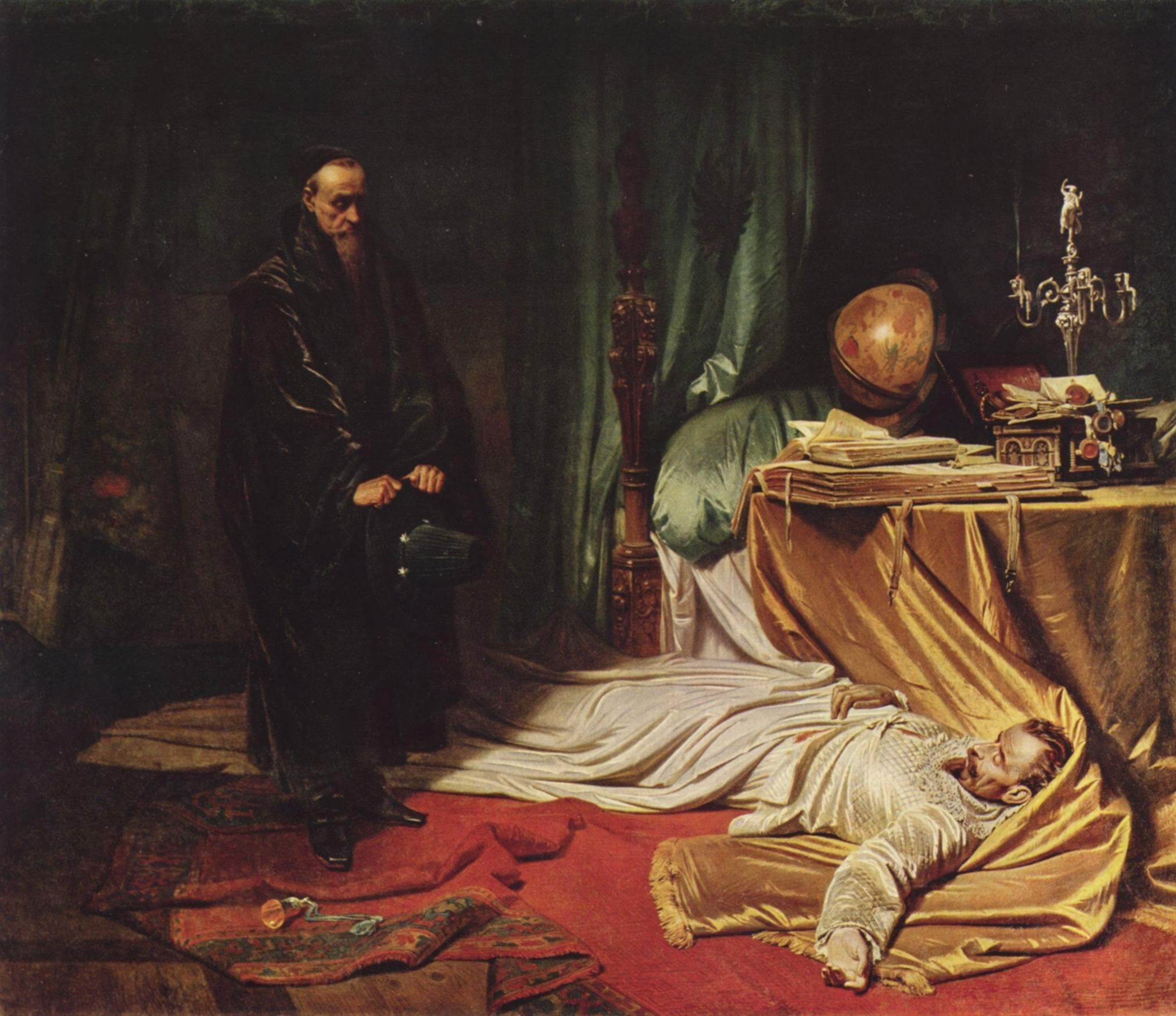
Karl Piloty: Astrolog Seni nad mrtvým tělem Valdštejnovým (1855)